# Ropalidia obscurior
Ropalidia obscurior är en getingart som beskrevs av Giordani Soika 1991. Ropalidia obscurior ingår i släktet Ropalidia och familjen getingar. Inga underarter finns listade i Catalogue of Life.